# Felix Giobbe

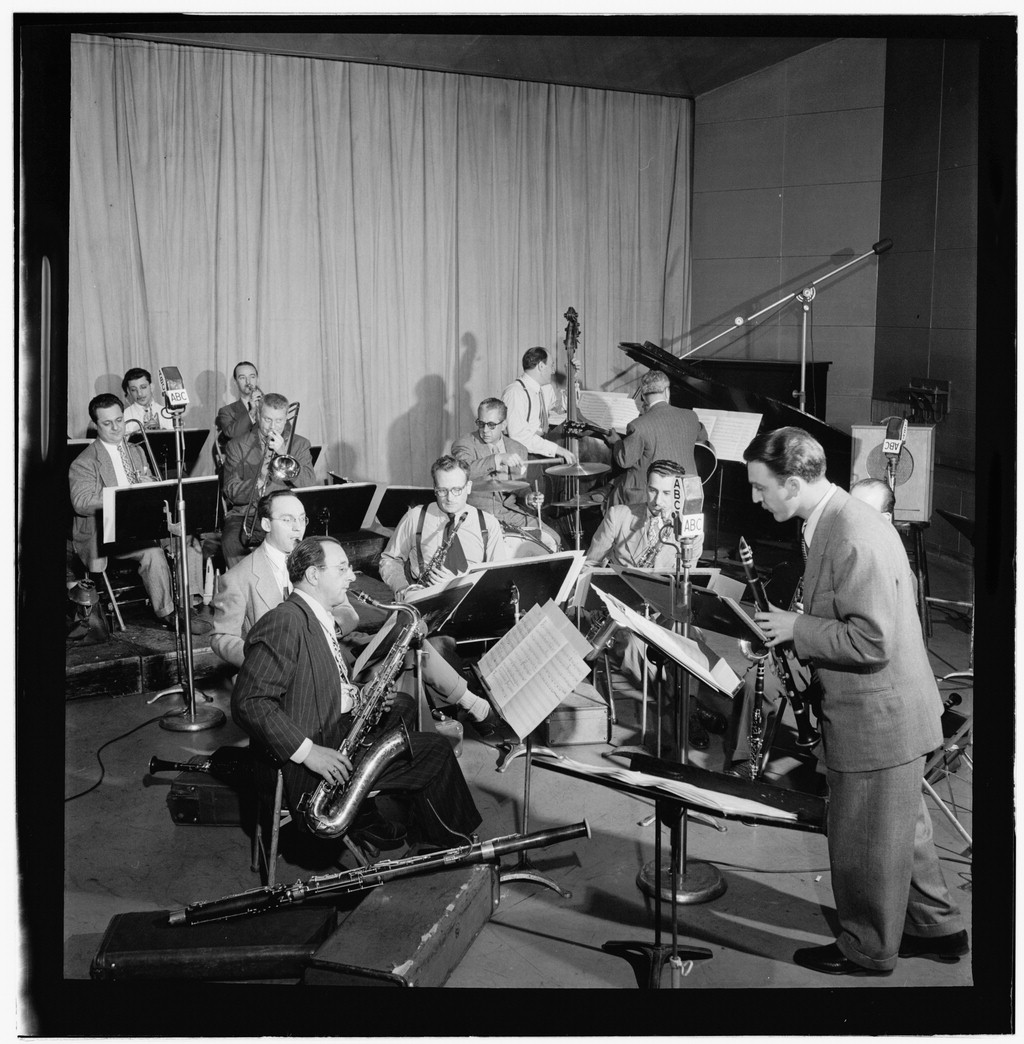
Hank D’Amico (vorn), Spots Esposito, Bobby Hackett, Walter Mercurio, Vernon Brown, Herman Yorks, Joseph Small, Sidney Stoneburn, Arthur Rollini, George Wettling, Felix Giobbe (hinten) und Tony Colucci. Foto. William P. Gottlieb

Felix Giobbe (* 13. April 1914 in Pittsburgh, Pennsylvania; † November 1985 in Ronkonkoma, New York) war ein US-amerikanischer Jazz- und Orchestermusiker (Kontrabass).

## Leben und Wirken
Giobbe war Sohn des Bassisten Luigi Giobbe, der im Pittsburgh Symphony Orchestra spielte. Mit 15 Jahren bekam er ein Stipendium der Carnegie Foundation und studierte in seiner Heimatstadt an der Carnegie Tech und an der Duquense University; daneben spielte er im New Yorker Jazzclub Nick’s. 1937 entstanden erste Aufnahmen mit Ted Wallace and His Swing Kings. Mit 21 Jahren wurde er Mitglied des  Pittsburgh Symphony Orchestra. Daneben spielte er ab den späteren 1930er-Jahren mit Jazzmusikern wie Chauncey Morehouse, Bob Zurke, Teddy Powell, in den 1940er-Jahren bei Paul Whiteman, Will Bradley, Phil Napoleon, ferner mit Bobby Hackett, Hank D’Amico, Sal Franzella, Buddy Weed, Tony Mottola, Frank Signorelli sowie als Begleitmusiker bei Aufnahmesession von Connee Boswell, Martha Tilton, Ella Fitzgerald, Pearl Bailey und Betty Thornton. Nach Auflösung des Whiteman-Orchesters war er lange Jahre als Studiomusiker beim Rundfunksender American Broadcasting Company beschäftigt. In den 1950er-Jahren arbeitete er außerdem bei Billy Butterfield. Im Bereich des Jazz war er zwischen 1937 und 1956 an 57 Aufnahmesessions beteiligt.